# Gässviksjön
Gässviksjön är en sjö i Norrtälje kommun i Uppland och ingår i Skeboån-Broströmmens kustområde. Sjön har en area på 0,0881 kvadratkilometer och ligger 6,2 meter över havet.

## Delavrinningsområde
Gässviksjön ingår i det delavrinningsområde (666221-166372) som SMHI kallar för Rinner mot Ortalaviken. Medelhöjden är 20 meter över havet och ytan är 38,71 kvadratkilometer. Det finns inga avrinningsområden uppströms utan avrinningsområdet är högsta punkten. Avrinningsområdets utflöde mynnar i havet, utan att ha någon enskild mynningsplats. Avrinningsområdet består mestadels av skog (66 procent), öppen mark (11 procent) och jordbruk (16 procent). Avrinningsområdet har 0,15 kvadratkilometer vattenytor vilket ger det en sjöprocent på 0,4 procent. Bebyggelsen i området täcker en yta av 1,25 kvadratkilometer eller 3 procent av avrinningsområdet.